# Camponotus chilensis
Camponotus chilensis är en myrart som först beskrevs av Maximilian Spinola 1851.  Camponotus chilensis ingår i släktet hästmyror, och familjen myror. Inga underarter finns listade.

## Bildgalleri

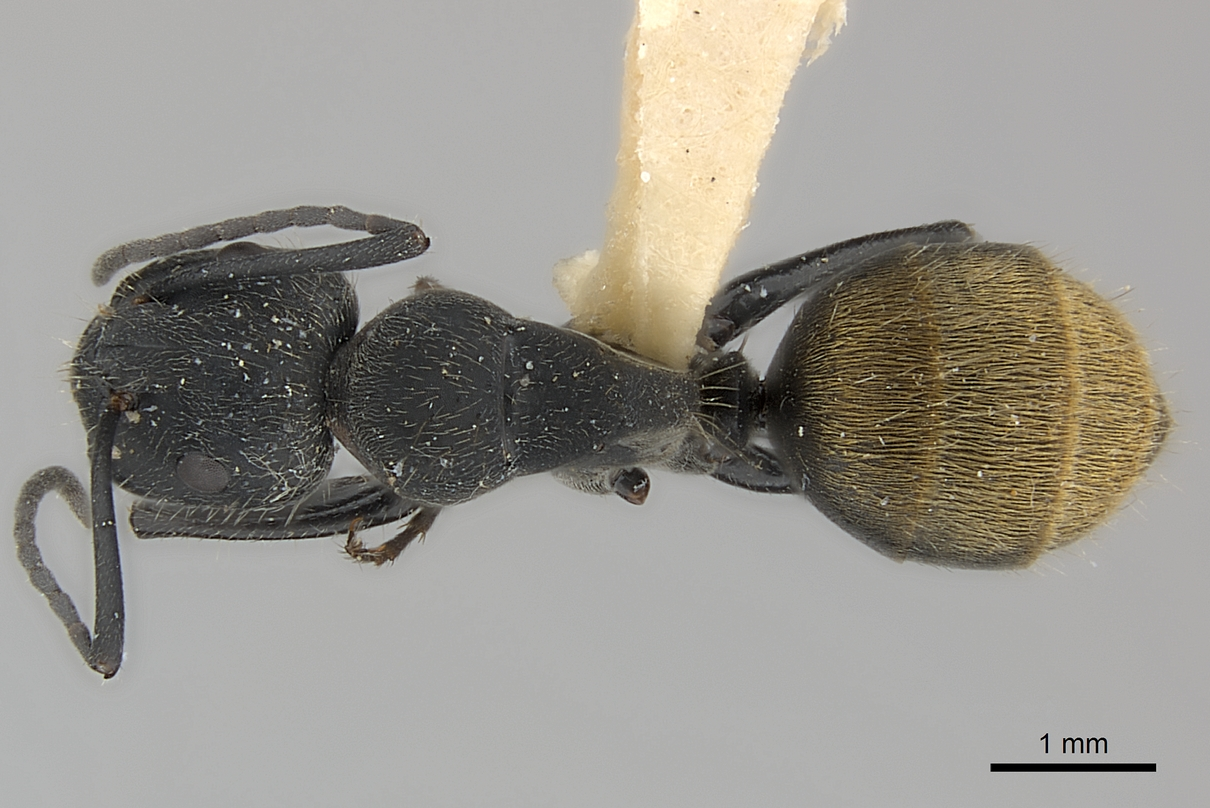
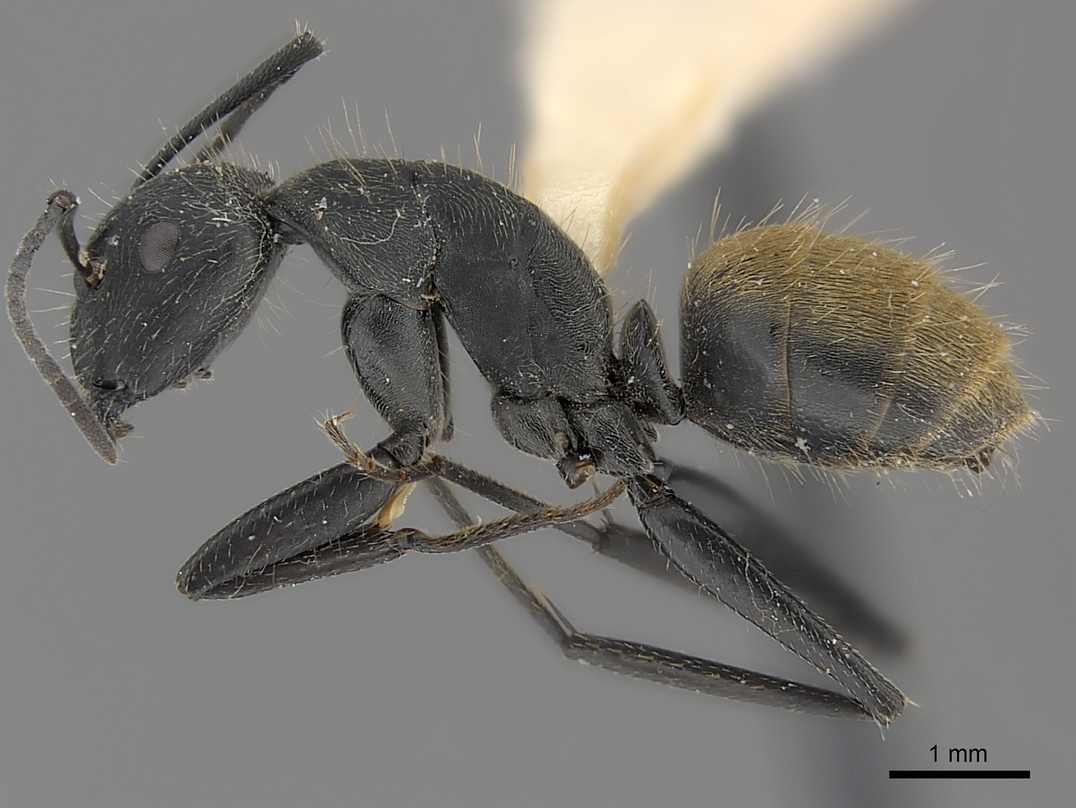